# Olga Pellicer Silva
Olga Pellicer Silva (* 1935 in Mexiko-Stadt) ist eine ehemalige mexikanische Botschafterin.

## Leben
Sie studierte an der Universidad Nacional Autónoma de México und an der Universität Paris, wo sie 1961 ein Diplom über hohe internationale Studien erhielt. In Wien vertrat Olga Pellicer Silva die mexikanische Regierung bei der IAEA.

## Veröffentlichungen
- México y la Revolución Cubana
- La Política Exterior de México; desafíos en los ochentas'
- Mitherausgeberin von Centroamérica, futuro y opciones
- Mitherausgeberin von Las empresas transnacionales en México
- Mitherausgeberin von El afianzamiento de la estabilidad; vida política de México 1957 - 1960,
- Mitherausgeberin von El entendimiento con los Estados Unidos y la gestación del desarrollo estabilizador; relaciones exteriores y políticas económicas en México 1952 - 1960'.[2]

| Vorgänger                     | Amt                                                              | Nachfolger          |
| ----------------------------- | ---------------------------------------------------------------- | ------------------- |
| Manuel de Jesús Cabrera Maciá | Mexikanischer Botschafter in Athen 1. März 1984 bis 25. Mai 1988 | Hugo Gutiérrez Vega |